# グィネヴィア・ターナー
グィネヴィア・ターナー（Guinevere Turner、1968年5月23日 - ）は、アメリカ合衆国の女優、脚本家、監督。マサチューセッツ州ボストン出身。

## 来歴・人物
1994年、レズビアン映画『GO fish』で脚本家兼主演女優デビュー。レズビアンであることを公表しており、女優、脚本家、映画監督などマルチに活躍。レズビアンのアイコン的存在となっている。
2004年から放映されたテレビドラマ『Lの世界』のシーズン1・2で計3エピソードの脚本を担当。この作品の脚本家の10人中9人がレズビアンである。脚本家たちは6週間の間、部屋に閉じこもり、自分や友人の経験を話し合った。そのため、ストーリーラインはほとんど実話が元になっている。
映画監督のケヴィン・スミスと友人であり、彼の作品やスミスが監督したソウル・アサイラムのミュージック・ビデオに出演したこともある。

## 作品
- GO fish Go Fish (1994) 監督・脚本・出演
- ウォーターメロン・ウーマン The Watermelon Woman (1996) 出演
- チェイシング・エイミー Chasing Amy (1997) 出演
- プリーチング Preaching to the Perverted (1997) 出演
- ドグマ Dogma (1999) 出演
- アメリカン・サイコ American Psycho (2000) 脚本・出演
- ハードコア・デイズ The Fluffer (2001) 出演
- Lの世界 The L Word (2004 - 2005) 脚本・シーズン1ゲスト出演
- ハング!? Hung (2005)  監督・出演
- ブラッドレイン BloodRayne (2005) 脚本
- ベティ・ペイジ The Notorious Bettie Page (2005)  プロデューサー
- 不思議の国の女たち - Broute-minou à Palm Springs (2006) 出演
- ちっちゃなパイパイ大作戦! Itty Bitty Titty Committee (2007) 出演
- ヒストリー・オブ・ゲイシネマ Schau mir in die Augen, Kleiner （2007）出演
- チャーリー・セズ/マンソンの女たち Charlie Says (2018) 脚本